# Антонов, Александр Васильевич
Алекса́ндр Васи́льевич Анто́нов (1825―1893) — поэт-самоучка, баснописец.

## Биография
Уроженец Рязани. Из купеческой семьи. В детстве хорошо рисовал, пел на клиросе, писал стихи. В 10 лет ослеп на один глаз. Купец 1-й гильдии. Почётный блюститель рязанских духовных училищ (с 1860), попечитель рязанской публичной библиотеки, член Московского археологического общества(1876), потомственный почётный гражданин. Избирался рязанским городской головой (1865―1869). Собрал коллекцию древностей. В 1846 году в «Северной пчеле» опубликовал «Письмо издателям из Рязани».
С 1849 года, пользуясь поддержкой писателя К. П. Масальского, печатал стихи в «Сыне отечества». Во время Крымской войны 1853―1856 опубликовал ряд патриотических стихотворений в «Рязанских губернских ведомостях», сделавших Антонова известным царской семье. Позднее Антонов неоднократно выступал в качестве официозного «народного» поэта: сборник «Оды» (1862; 2-е издание ― 1869), сборник «Стихотворения» (1864). Басни Антонова, сборник «Басни» (1863; 6-е издание, под названием «Басни и эскизы» ― 1891). Пьеса «Конец делу венец» (1865) лишена драматического элемента (богатый крепостной крестьянин встречает препятствие при выдаче замуж своей дочери, но благодаря «Манифесту 1861 года» всё кончается счастливой свадьбой. Антонову также принадлежит переделка комедии Мольера «Жорж Данден, или Одураченный муж» ― «Муж ― мужик, а жена ― барыня» (1882).